# Doreen Gorsky
Doreen Marjorie Gorsky, de soltera Doreen Stephens (Hammersmith, 12 de octubre de 1912 - 20 de marzo de 2001), fue una política del Partido Liberal (Reino Unido), feminista y productora de televisión y ejecutiva británica que durante su carrera se especializó en programas para mujeres y niños.

## Biografía
Doreen Stephens nació en Hammersmith. Fue educada en un internado privado en Folkestone, antes de terminar sus estudios en Bruselas y Wimbledon.
En 1933, a los 19 años, se casó con un corredor de bolsa, Richard Holden, con quien tuvo dos hijos, aunque a los cinco años la pareja se divorció. Durante la guerra, fue comandante de la Cruz Roja Británica. En 1944, en la Universidad de Londres, recibió la medalla de oro Gilchrist y el diploma de estudios sociales. En 1942, se casó con Jacob Arthur Gorsky, médico y abogado de Londres y político liberal.

## Carrera política

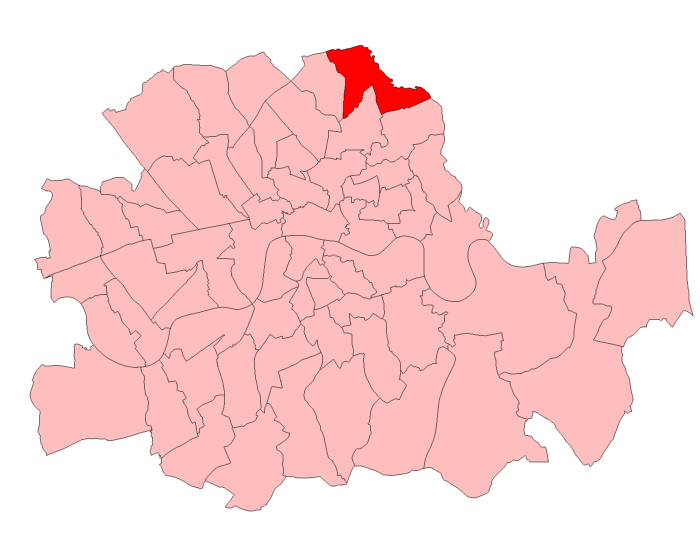
Hackney North en Londres 1945

Gorsky se unió al Partido Liberal en 1944. En 1945 fue candidata liberal por la División Norte de Hackney en las Elecciones Generales de 1945. Era un escaño poco prometedor que los liberales no habían ganado desde 1923 y no habían presentado candidatos desde 1929. Aunque quedó en tercer lugar, logró retener su depósito.
En 1945 fue candidata liberal, junto a Francis Beaufort-Palmer, para el barrio de Holland en las elecciones del Condado de Kensington Metropolitan. En 1945 se unió a la Married Women’s Association, que abogaba por las oportunidades de las mujeres fuera del ámbito doméstico, y a la Organización de Equal-Pay-For-Equal-Work dirigida por Thelma Cazalet. Junto con Megan Lloyd George presionaron al gobierno laborista para que introdujera una legislación sobre igualdad de remuneración, pero el gobierno se negó. Es coautora del informe The Great Partnership. Este fue presentado a la Asamblea del Partido Liberal de 1949. El informe pedía igualdad de remuneración para las mujeres, igualdad de oportunidades de formación, mejor remuneración y más libertad para las enfermeras, una oferta mucho mayor de guarderías para las madres trabajadoras y una reforma de la ley del divorcio para otorgar a la mujer una parte igual del hogar conyugal, después de una ruptura. Gorsky dijo a la Asamblea: "Es más fácil sacar de la casa a una esposa que sacar a un inquilino". La Asamblea adoptó el informe como política de partido, haciendo que la política del,partido liberal sobre las mujeres fuera sin duda más radical y progresista en ese aspecto que la del Partido Laborista. Fue elegida miembro del Consejo del Partido Liberal. En 1949 fue candidata liberal, junto a John Beeching Frankenburg, para el barrio de Earl's Court en las elecciones del Consejo de la Ciudad Metropolitana de Kensington. En 1950 fue elegida presidenta de la Women’s Liberal Federation. Fue miembro de la Ejecutiva Nacional del Partido Liberal. Fue presidenta del Comité de Mujeres de la International Liberal. En 1950, fue candidata liberal para la División Swindon de Wiltshire en las Elecciones Generales de 1950. Este era otro escaño poco prometedor que el Partido Liberal nunca había ganado. De nuevo terminó tercera con el 15% de los votos. Más tarde, en 1950, fue candidata liberal para la División Sureste de Bristol de Gloucestershire en una elección parcial. Tampoco había una perspectiva poco prometedora para el Partido Liberal, cuyo candidato en las últimas elecciones generales había obtenido menos del 10% de las encuestas. Su voto en las elecciones parciales fue igual de pobre.
En 1951 fue candidata liberal para la División Carlisle de Cumberland en las Elecciones Generales de 1951. Una vez más, no parecía un asiento prometedor. Los liberales no habían ganado ahí desde 1918, aunque en las últimas elecciones, el candidato liberal obtuvo casi el 20%. Ella no pudo igualar esto y nuevamente terminó tercera.
No volvió a presentarse al parlamento.

## Carrera mediática
En 1953, fue nombrada para el puesto recién creado de Editora de Programas de Televisión para Mujeres en la BBC. En 1963, se convirtió en jefa de programas familiares y una de las primeras mujeres en ocupar un puesto ejecutivo en la corporación. Encabezó programas que presentaron a los espectadores a Fanny Cradock y a la experta en mantenerse en forma Eileen Fowler, además de traer Playschool y Dougal en The Magic Roundabout para niños.
David Frost la persuadió para unirse a London Weekend Television, junto con su asistente de la BBC Joy Whitby, en la futura cadena de tv ITV en 1967, y ambas mujeres fueron nombradas para dirigir el departamento de programas para niños, aunque Stephens renunció después de solo dos años cuando la empresa tuvo dificultades. Antes de partir Stephens (con Whitby) encargó a Catweazle (1970-1971).

## De nuevo en el partido liberal
En 1969, volvió a participar activamente en el partido cuando Jeremy Thorpe consiguió que ella sustituyera a Pratap Chitnis como directora de la Organización del Partido Liberal. Sin embargo, debido a la falta de fondos en el Partido Liberal, aceptó trabajar sin salario. Su trabajo consistió en preparar al partido para las siguientes elecciones generales que tuvieron lugar en 1970. Durante las elecciones generales del Reino Unido de 1970, asumió la responsabilidad de las tres transmisiones electorales del partido para televisión.